# 34. вечити дерби у фудбалу
34. вечити дерби у фудбалу је фудбалска утакмица одиграна у Београду 3. маја 1964. године, између Црвене звезде и Партизана. Утакмица се завршила резултатом 2 : 0 (2 : 0) за Црвену Звезду.